# 백 스트리트 걸스
《백 스트리트 걸스》(Back Street Girls, バックストリートガールズ)는 재스민 규의 일본 만화이다. “주간 영 매거진”(고단샤)에서 2015년 16호부터 2018년 42호까지 연재됐다. 나쁜 짓을 하는 사람들이지만 성 전환을 하고 여성 아이돌로 변신한다는 참신한 설정이 화제를 불렀다.

## 줄거리
폭력단 이누가네파(犬金組)의 젊은 조직원인, 상고머리의 켄타로, 올백머리의 료, 펀치파마에 수염이 많은 카즈는 지레짐작 실패를 원인으로 큰 실수를 저질러 버리며, 두목의 역린에 들어어버린다. 그 두목 앞에서 “뭐라도 할테니 목숨만은...”(何でもしますから命だけは…)이라며 눈물 흘리며 호소하거나 필사적인 꿇어앉아 용서를 비는 3명에 대해서 아이돌이 좋은 돈벌이가 된다는 것을 들은 두목은 그 부주의한 뒤처리로 강인하게 성전환과 전신 성형수술을 받은 후에 여성 지하아이돌 그룹에 대항한 여성 뒷골목 아이돌 그룹 ‘고쿠돌스’(ゴクドルズ)로 데뷔하게 된다.

## 등장 인물

### 고쿠돌스
어느 사건의 뒤처리로 태국에서 성전환 수술과 전신 성형시킨 후에 사실상의 미소녀로 활동하는 아이돌 그룹이다. 아키하바라의 뒷 골목에 있는 ‘고쿠돌스 시어터’(ゴクドルズシアター)에서 주로 활동했으며, 그 외에도 라디오나 로컬 방송국의 심야 시간대 등에 출연해서 아키하바라의 오타구나 아이돌 오타쿠를 중심으로 두터운 지지를 받고 있으며, CD나 DVD, 굿즈 등도 판매하고 있다. 세 명은 ‘이누카네 기획’ 빌딩 내의 ‘고쿠돌스 합숙방’(ゴクドルズ合宿部屋)에서 저지 모습으로 표면상 합숙으로 칭하나 실제는 감금생활을 보내고 있다. 시어터의 스태프는 이누카네파 조직원의 강경하지 않은 한 무리로 구성되어 있으며, 평판을 떨어뜨리지 않을 정도로 손님 소동을 해결하고 있다. 또 법인 신청을 하고 있으며, 지금까지의 야쿠자 같은 장사보다도 확실하거나 합법적으로 수익을 얻고 있으며, 이누카네파의 주요한 자금원이 되고 있다. 또한, 세 명은 성인 남성으로는 비교적 몸집이 작기 때문에, 이것도 성전환시켜서 아이돌 데뷔시키는 원인의 하나가 됐다.
야마모토 아이리 (山本 アイリ)  / 야마모토 켄타로 (山本 健太郎 야마모토 겐타로[*]) 
성우 - 누쿠이 유카(아이리), 오노 다이스케(켄타로)
배우 - 오카모토 나츠미(아이리), 시라스 진(켄타로)
주인공. 28세이며 갈색의 단발이며 고쿠돌스의 리더이다.
야쿠자 시절에는 상고머리이며, 통칭은 ‘형님’(兄貴)이다. 호르몬제 투약을 그만두자 수염이 자란다. 어렸을 때에는 친아버지와 친어머니(성우: 후지타 나오)에게 버려졌으며, 할아버지한테서 자랐다. 그렇기 때문에 동료와의 관계를 누구보다도 소중히 하고 고쿠돌스의 동생들을 우선으로 생각하고 있다.
3명 중에서는 가장 지금의 형편을 원망하고 있으며, “2, 3년을 참고 버틴다면 은퇴라는 형태로 아이돌을 그만둘 수가 있다”(2、3年辛抱したら引退という形でアイドルを辞めることができる)라고 참으며 활동하고 있다. 한편으로 동생들에 대해서는 현상을 받아들이고 있다면 그래도 상관없다며 의사를 존중하고 있다.
타치바나 마리 (立花 マリ 다치바나 마리[*])  / 타치바나 료 (立花 リョウ 다치바나 료[*]) 
성우 - 마에다 카오리 (마리), 히노 사토시 (료)
배우 - 마츠다 루카 (마리), 하나자와 마사토 (료)
25세. 금발의 단발이며, 쿨한 누나의 친구 캐릭터이다.
야쿠자 시절에는 올백머리며, 통칭은 ‘료’이다. 이누가네파 젊은 최강의 노리꾼으로 불렸다. 친아버지는 전 조폭 겸 쉬메일이며, 현재도 불화는 계속되고 있다. 배우 다카무라 히토시의 팬이며, 그가 출연한 협객 영화 등의 영향을 받고 조폭을 목표로 한 경위를 가진다.
세 명 중에서는 가장 거유이며, “지금까지 엎드려서 자고 있었지만 그걸 할 수 없게 됐다”(今までうつ伏せで寝ていたがそれができなくなった)라며 투덜거리고 있다. 보통, 가슴 확대 수술로는 저렴한 소재를 넣기 때문에 압박시키면 부작용으로 폭발하는 신체로도 되어 버리고 있다.
스기하라 치카 (杉原 チカ 스가하라 지카[*])  / 스가하라 카즈히코 (杉原 和彦 스가하라 가즈히코[*]) 
성우 - 아카오 히카루 (치카), 오키츠 카즈유키(카즈)
배우 - 사카노우에 아카네 (치카), 마사키 레이야 (카즈)
23세. 금발 양갈래머리의 귀여운 여동생 캐릭터이다. 입버릇은 “러브러브 뿅뿅”(ラブラブピョンピョン)이다.
야쿠자 시절에는 펀치파마에 수염이 많으며, 통칭은 ‘가즈’이다. 고등학교 시절에는 복싱을 해왔다. 겐타로와는 같은 고등학교 선후배 사이이며, 졸업 후에는 취직하는 목표도 없이 어찌할지를 모르던 것을 그에게 이끌려서 야쿠자가 됐다.
리나 (リナ)  / 조지 (ジョージ) 
성우 - 타카하시 미나미 (리나), 카와다 신지 (조지)
고쿠돌스의 연구생이자 제1기생이다. 25세.
미국인이며, 뉴욕의 빈민가 출신이다. 브루클린의 이탈리아 마피아 ‘GOD MONEY’의 구성원이다. 외할머니가 일본인 쿼터이며, 그런대로 일본어를 말할 수 있다. 이누가네파 두목이 미국에 있었을 때 돈과 친하게 지낸 일도 있고, 저지를 실수의 죄로 아이돌 그룹 운영의 노하우 획득을 위해서 이누가네파로 보내지며, 성전환과 전신 성형수술을 받는다. 다만, 아이돌 그룹의 운영이 아주 귀찮은 것을 알고 깨끗이 포기했다. 돈이 이누가네파 두목에게 양도했기 때문에, 그대로 고쿠돌스의 일원(연습생)이 된다. 그 후에도 돈은 몇 번이나 일본을 방문해서 이누가네파 두목 하에 방문하고 있으며 귀국할 수 있는 기회도 있었지만, 결국 어느쪽도 없던 것이 되어, 고쿠돌스 탈퇴⇒재가입을 반복하고 있다.
나카무라 유이 (中村 結衣) 
성우 - 마노 아유미
배우 - 코미야 아리사 (드라마판)
고쿠돌스의 연습생이자 2기생이다. 17세. 여고생.
고쿠돌스에서 유일한 수순 여성이며, 일반인이다. 물론(리나도 포함해서) 고쿠돌스의 멤버 전원이 원래 남자였다는 것을 모른다. 본인은 이야기를 별로 하고 싶어하지 않지만, 복잡한 가정 환경에서 자랐기 때문에, 가정 불화의 원흉인 아버지에게 원한을 품고 있으며, 그 영향으로 중년 남성을 몹시 싫어한다.
고쿠돌스 가입을 꿈 꾸며 아오모리에서 혼자 상경했으며, 이누가네 두목으로의 직접 담판에서 인정받아서 연구생으로 가입했다. 이누가네파 두목도 ‘진짜 여성’이 들어온 것, 또 그녀가 직접 담판하는 모습을 보고 자신이 젋은 시절과 오버랩된 것으로 그녀에게만은 엉뚱한 요구를 하지 않은 데다가 응석을 받아주고 있다. 연구생으로 고쿠돌스에 가입하고나서는 두목 자신의 재량으로 이누가네파가 운영하는 고급 맨션의 최상층에서 무상으로 지내게 해주는 것 외에, 식비나 학비, 용돈 등 생활비 모든 것을 조직의 자금으로 조달해주고 있다.

### 고쿠돌스의 관계자
이누가네 킨만지로 (犬金 鬼万次郎) 
성우 - 후지와라 케이지
배우 - 이와키 코이치
간토의 유수한 폭력단 ‘다이코쿠회’(大酷会) 분가의 이누가네파(犬金組)의 두목이다. 65세.
이누가네 기획의 사장 겸 프로듀서 겸 작사가이다. 아이돌이라는 장사는 돈벌이가 되는 것을 발견하고, 실수를 저지른 부하 세 명을 성전환시켜서, 아이돌 그룹 ‘고쿠돌스’를 결성시킨다. 이누가네파를 위협하는 자에게는 가열한 처사를 주며, 과거에도 본가의 직계 조직에서조차 문답부용으로 남은 것에서 뒷 세계에서는 ‘악마’라며 두려워하고 있다. 타나카 나츠코는 극비리에 결혼했으나 그녀의 예능 생활을 존중하고 있기 때문에 혼인 관계에 있는 것은 세간에 알려져 있지 않다.
미국 뉴욕 출생의 일본계 미국인이며, 18세 경에 효고현에 거처를 짓는 간사이 유수한 조직 ‘다이초파’(大儲組)를 동경해서 일본은 방문했으며, 강요나 다름없이 들어갔기 때문에, 때때로 간사이 사투리가 나온다. 조직으로부터 독립하려고 했을 때에 다이초회의 회장(성우 : 타케토라)의 재량으로 형제인 ‘다이코쿠회’의 회장에게서 도쿄의 섬을  양도 받으며, 그곳을 거점으로 현재의 이누가네파에게까지 크게 된 과거가 있어서 감사한 마음을 느끼고 있으며, 지금도 때때로 그의 성묘에 방문한다. 첫 시작은 돈벌이만의 목적으로 고쿠돌스를 운영했으며, 아키하바라의 뒷골목에 ‘고쿠돌스 시어터’를 설립해서 운영하고 있었지만, 원래 공연 관련 장사솜씨가 있는 데에 야쿠자보다도 합법적으로 돈벌이를 할 수 있음과 고쿠돌스를 미디어 전개시켜서 유명해지는 것애 더해서 스스로 가사를 만드는 즐거움도 깨닫으며, 지금이나 오로지 고쿠돌스의 운영이 필생의 사업이 되어 버리고 있다.
만다린 키노시타 (マンダリン木下) 
성우 - 스와베 준이치
고쿠돌스의 매니저 겸 프로듀서를 맡는 남성이다. 수년간 소녀심리학 연구를 거듭해서 일본 첫 소녀학 박사 학위를 가진 심리학 박사이기도 하다. 많은 아이돌을 톱 스타로 만들어준 매니저계의 살아있는 전설이며, 그의 손을 거치면 성공 못한 아이돌은 없다. 하지만, 이누가네파와는 관계 없는 일반인이기에 고쿠돌스의 정체는 모르며, 그(녀)들의 아이돌로는 생각되지 않는 언동이나 행동을 이해할 수 없어서 고생하고 있다.
고뇌하고 있는 동안에 이누가네파 두목으로부터 “역시 필요없어”(やっぱり要らない)라며 깨끗이 해고당했지만, 그래도 고쿠돌스를 잊을 수 없어서 진정한 아이돌을 발견하기 위해서 한국으로 넘어가서, 성전환 수술을 받아서 여성이 된다. 귀국 후, 새롭게 모집중이였던 고쿠돌스의 새 매니저로 채용되나, 너무 아름다운 미모와 프로모션으로부터 세 명에게 악영향을 미친다고 판단되어 다시 해고된다. 결국은 다시 성전환 수술을 받아 남성으로 돌아가며, 역시 키노시타가 좋다는 킨만지로의 요청에 고쿠돌스의 매니저로 복귀한다. 제거된 자신의 남성기는 처분되어 있기 때문에, 남성기를 보관하고 있다는 의사의 이야기를 듣고, 태국의 Dr.피야폰이 있는 곳으로 가서 우연히 리나(조지)의 남성기를 이식해버렸다.
타나카 나츠코 (田中 なつ子 다나카 나쓰코[*]) 
성우 - 사이토 키미코
세간에서 이름을 알렸던 엔카 가수이다. 57세. 미간에 큰 흑자가 있다.
이누가네파 두목의 아내이지만, 극비 결혼하고 있는 것은 공개하지 않았기 때문에, 세간에는 알려지지 않았다. 기모노를 평상복으로 입고 있으며, 1980년대의 시오자와 토키와 같은 볼륨이 있는 헤어스타일로 매서워보인다. 독설가이며, 노래의 승부로 진 과거가 있어서 아이돌을 싫어하는 신인 캐릭터이기도 하다. 이누가네파 두목도 반한 약점으로 유일하게 머리가 올라가지 않으며, 고쿠돌스의 악담을 늘일 때 격노하는 조직원을 역으로 휘어잡는 등 그녀를 우선시하고 있으며, 고쿠돌스와의 불화에 골머리를 앓고 있다.
나가타 코지 (永田 晃司 나가타 고지[*]) 
성우 - 마미야 야스히로
고쿠돌스가 동경하고 있던 형님이며 이누가네파 젋은 두목이다. 이야기 앞 부분에서는 살인죄로 형무소에 복역하고 있지만, 실은 고쿠돌스가 쓸데없는 참견을 한 결과 복역하는 처지가 됐다. 후에 복역을 끝내고 이누가네파로 돌아가나 예전에 따라줬던 세 명이 성전환과 전신 성형을 해서 고쿠돌스로 아이돌 활동하고 있던 것에 격한 충격을 받는다. 후에 고쿠돌스의 보디가디로 활동하며, 유이가 할머니 건으로 아오모리로 돌아가려고 했을 때, 아이돌의 꿈을 포기하지 않도록, 결과적으로 할머니와 결혼했으며, 아오모리고 이주했다.
키무라 (木村 기무라[*]) 
성우 - 하나에 나츠키
배우 - 스가야 테츠야
고쿠돌스의 신변 보호자이다. 이누가네파의 젊은 무리에서, 고쿠돌스 멤버의 야쿠자 시절의 동생이다. 현재는 치카의 팬이다.
미조구치 카린 (溝口 カリン 미조구치 가린[*]) 
성우 - 카야노 아이
고쿠돌스의 스타일리스트이다.
돈 스티브 (ドン・スティーブ) 
성우 - 쿠스노키 타이텐
이누가네파 두목의 브라더(형제)이며, 미국 뉴욕의 브루클린에 있는 이탈리아 마피아 ‘GOD MONEY’의 두목이다. 이누가네가 뉴욕에 있었을 때의 소꿈친구이다.
마리(료)의 친아빠
성우 - 노무라 켄지
배우 - 나카노 히데오 (드라마판)
전 야쿠자 남성.
치카(카즈히코)의 부모
성우 - 우메즈 히데유키 (아빠)
치카(카즈히코)가 사정을 설명하기 위해서 고향으로 돌아갔을 때, 처음에는 신종사기라고 생각해서 믿지 않았지만, 서류 등의 증거를 보고 겨우 믿으나 너무 전개되어 졸도했으며, 카즈히코가 스스로 바라서 성전환했다고 믿고 있다.
Dr.피야폰 (Dr.ピヤポン) 
성우 - 야나기타 준이치
이누가네파 두묵의 협력자이다. 태국 방콕에 사는 유병한 외과의이며, 고쿠돌스 등에게 수술을 실시한 의사이다.

### 고쿠돌스 피해자 모임
오카모토 텟페이 (岡本 鉄平 오카모토 뎃페이[*]) 
성우 - 오노 아츠시
고쿠돌스 피해자 모임의 회장이다. 67세이며 독신이다. 계란밥 전문점의 2대 주인장이며, 건너편 중화집에서 설거지 아르바이트도 하며 생활하고 있었다. 고쿠돌스가 출연한 음식 방송을 계기로 84년 동안 이어진 가게가 무너진 것으로 무라카미 유코와 함께 고쿠돌스 피해자 모임을 결성한다.
무라카미 유코 (村上 裕子) 
성우 - 츠네마츠 아유미
고쿠돌스 피해자 모임의 부회장이다. 62세. 남편(성우 : 카와즈 야스히코)와 아들 히로시가 있는 파트 주부였지만, 남편과 아내가 마리의 팬이 된 것으로 가정 붕괴가 됐으며, 이혼했다. 그 후, 오카모토 텟페이와 재혼한다.
타케무라 신지 (竹村 真治 다케무라 신지[*]) 
성우 - 후쿠시마 준
전 이누가네파의 금고지기이다. 32세. 횡령이 들통나서 성전환과 전신 성형수술을 시켰지만, 얼굴이 기분 나쁘다는 이유로 파문된다. 후에 형님인 이와무라의 안으로 피해자 모임에 들어가며, 활동해가는 중에 이와무라와 서로 사랑하는 사이가 된다. 남자였을 때에는 아이돌이 될 정도라면 죽음을 선택할 정도로 남자다운 성격이었지만, 성전환하고 여자가 되고, 여성스러운 성격이 됐다.
이와무라 타로 (岩村 太郎 이와무라 다로[*]) 
성우 - 에가와 히사오
이누가네파 No.5이다. 46세. 고쿠돌스 얼굴에 상처 입힌 것을 원인으로 두목의 역린에 들어오며, 가슴 확대 수술을 강요당한다. 그 증오로 고쿠돌즈에게 놀라게 하려고 두목에게 비밀로 동생같은 타케무라와 함께 피해자 모입에 들어간다. 활동해 가던 중에 타케무라와 서로 사랑하는 사이가 된다.

### 그 외
오구로다 토오루 (小黒田 徹 오구로다 도루[*]) 
성우 - 아오야마 유타카
배우 - 오자와 히토시
오구로다파의 두목이다. 사건을 일으키고 지명수배를 당하며 도망중인 몸이지만, 고쿠돌스의 팬이기도 하며, 수사망을 빠져 나가서 악수회를 방문한다. 악수회에서 다시 만났을 때에 아이리의 분노에 시비를 걸었기 때문에 그 모습을 본 팬들로부터 “아이리에게 성희롱을 했다”(アイリにセクハラをした)라고 착각을 받아 붙잡혀서 치한 혐의로 체포됐다.
오일쇼크 야마코시 (オイルショック山越) 
성우 - 타카기 와타루
초대물 아트 디렉터 겸 업계 제일 히트 메이커 겸 변태 독설가이다. 65세. 그의 피사체가 된 아이돌은 성공을 하게 된다고 할 정도로 실력은 있지만, 성격은 나쁘다.
‘와요가이’ 아저씨
성우 - 소마 코이치
배우 - 오스기 렌 (우정 출연)
켄타로(아이리)가 이누가네파에 들어갔을 때부터 다니던 술집 ‘와요가이’(和洋街) 가게주인이다. 야쿠자는 싫어하지만 켄타로의 푸념을 경청하며 듣고, 그의 상냠함을 알고 마음에 들어하고 있었다.
무라카미 히로시 (村上 ひろし) 
성우 - 노지마 히로후미
무라카미 유코의 아들이며, 자기 방을 마리 굿즈로 매꾸고 있을 정도의 팬이다. 30대이며 무직이다. 자기중심적인 성격으로 마리와 얽히게 되면 주위를 보지 않게 된다. 애니메이션판에서는 1년간 히키코모리가 추가되어 있지만, 고쿠돌스 영향으로 시어터까지 발을 움직일 정도로 히키코모리가 개선되고 있다.
방송국 프로듀서
성우 - 야나카 히로시
방송국 디렉터
성우 - 토쿠모토 에이이치로
방송국 리포터
성우 - 에고시 아키노리
라디오 프로그램의 사회자
성우 - 마츠모토 시노부
이누가네파 두목이 첫 미디어 전개로 거금을 털어서 계약했으며, 고쿠돌스가 출연하고 있는 라디오 프로그램의 남자 사회자이다.
란 (ラン) 
성우 - 오카네야 히미카
카즈히코의 전 여친이며, 8년 사귀었다.
후지이 (藤井) 
고쿠돌스의 팬이자 마리 팬이다.
타카무라 진 (高村 仁 다카무라 진[*]) 
성우 - 코야마 리키야
대물급 배우이다. 주로 협객 영화 등에 출연하며, 구성진 연기와, 미소를 보이지 않는 과묵함으로 지당한 인기를 자랑하며, 마리(료)도 그를 동경하고 있다. 실제로는 웃으면 차이가 심한 미소가 되기 때문에 굳이 사람 앞에서 웃지 않는 것뿐이며 치카의 팬이기도 하며, 그녀 앞이라면 긴장해서 말수가 적어진다.
태국어 통역사
Dr.피야폰이 일본 방문 중에 수행했던, 태국어를 통역하는 일본인 남성이다.

### 내용주
1. ↑  합숙방은 회차에 따라서는 고쿠돌스 시어터 빌딩의 최상층에 존재하는 것도 있다.
2. ↑  애니메이션판에서의 크레딧상의 표기는 タイの医者→태국의 의사이다.

### 참조주
1. ↑  “ゴクドルズはまだまだ続く「Back Street Girls」ヤンマガで連載再開” [고쿠돌즈는 아직도 계속되는 "Back Street Girls" 영매거에서 연재 재개]. 《コミックナタリー》 (일본어). 2018년 6월 18일. 2018년 7월 12일에 확인함.
2. ↑  “映画『BACK STREET GIRLS －ゴクドルズ－』ヤクザが女性アイドルに変身？人気漫画実写化” [영화 "BACK STREET GIRLS -고쿠돌즈-" 야쿠자가 여성 아이돌로 변신? 인기 만화 실사화] (일본어). ファッションプレス. 2019년 2월 6일. 2020년 7월 18일에 확인함.
3. ↑  원작 1권 1화 5쪽에서
4. 1 2 3 4 5 6 7  “キャスト&スタッフ” [캐스트&스태프]. 《TVアニメ『Back Street Girls バックストリートガールズ』公式サイト》 (일본어). 2018년 5월 28일에 확인함.
5. 1 2  “キャラクター” [캐릭터]. 《TVアニメ『Back Street Girls バックストリートガールズ』公式サイト》 (일본어). 2018년 7월 25일에 확인함.
6. 1 2 3  “Back Street Girls：テレビアニメの追加キャストに諏訪部順一、間宮康弘、花江夏樹” [백 스트리트 걸스: TV 애니메이션의 추가 캐스팅으로 스와베 준이치, 마미야 야스히로, 하나에 나츠키]. 《MANTANWEB》. 2018년 6월 25일. 2018년 6월 25일에 확인함.
7. ↑  107화에서.